# MSC Seaside
Die MSC Seaside ist ein Kreuzfahrtschiff von MSC Cruises. Es ist das Typschiff der gleichnamigen Seaside-Klasse, der fünften Schiffsgeneration von MSC Crociere. Das gut 5.300 Passagiere fassende Schiff ist der zweite Neubau im Rahmen des MSC-Investitions- und Wachstumsprogramms. Die MSC Seaside war bei Ablieferung im November 2017 das größte in Italien gebaute Kreuzfahrtschiff.

## Geschichte

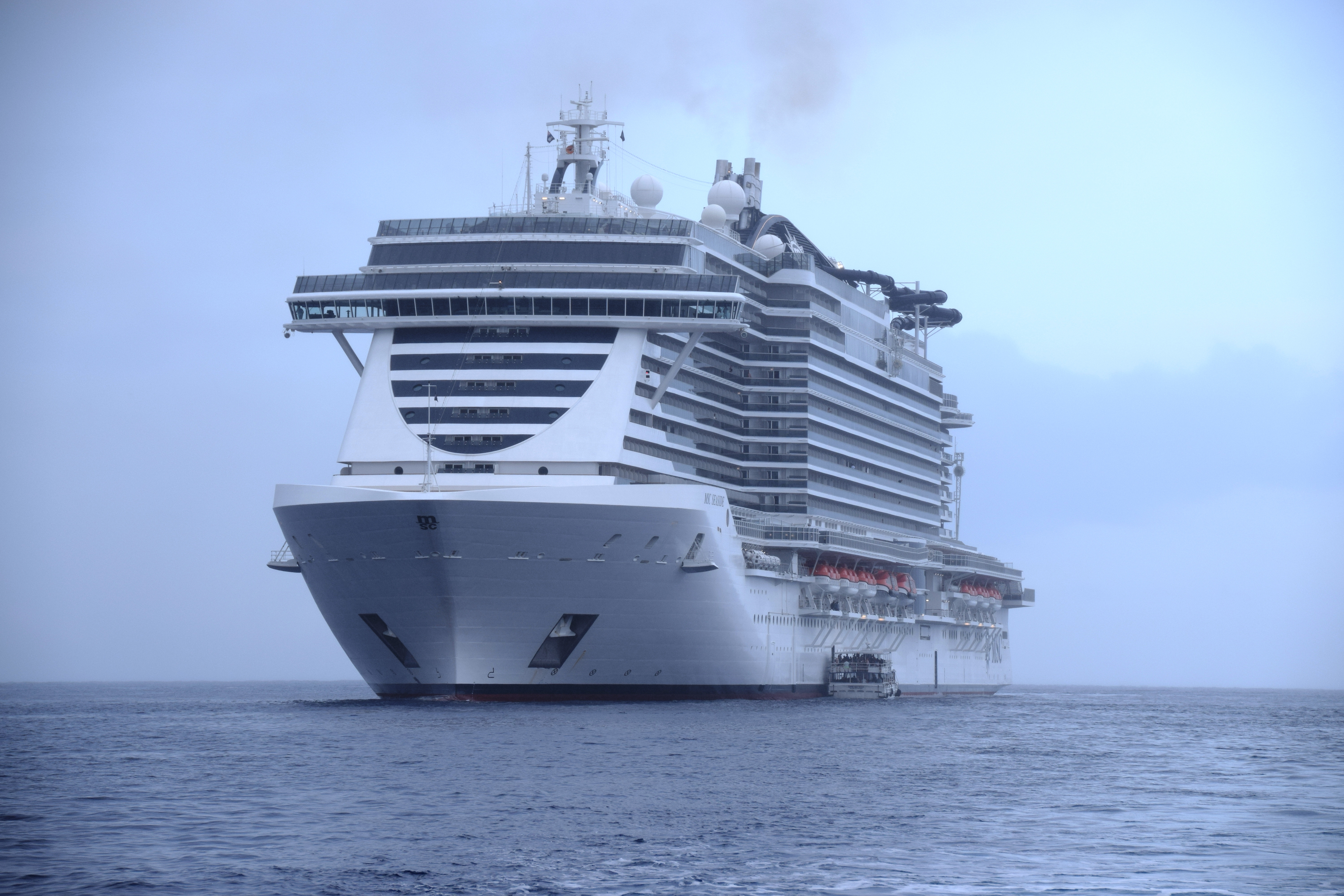
Das Schiff von vorne betrachtet

Am 22. Mai 2014 bestellte MSC Cruises bei der italienischen Werft Fincantieri zwei Neubauten unter dem Projektnamen „Seaside“ mit Ablieferung im November 2017 und im Mai 2018, die MSC Seaside und die MSC Seaview. Der Vertrag beinhaltete ebenfalls die Option auf ein drittes Schiff dieser Klasse mit geplanter Ablieferung im Jahr 2021, die spätere MSC Seashore. Das Schiff basiert auf dem Entwurf Project Mille von Fincantieri.
Der Bau des Schiffes begann mit dem ersten Stahlschnitt am 22. Juni 2015 in Monfalcone. Das Schiff wurde am 4. März 2016 auf Kiel gelegt. Die traditionelle Münzzeremonie fand am 21. April 2016 statt. Das Aufschwimmen des Schiffes folgte am 26. November 2016.
Am 29. November 2017 wurde die MSC Seaside von Fincantieri als größtes in Italien und größtes von Fincantieri gebautes Schiff an MSC Cruises übergeben. Das Schiff wurde am 1. Dezember 2017 in Triest in Dienst gestellt.
Nach der Überführung nach Miami wurde das Schiff am 21. Dezember 2017 in Miami von Sophia Loren getauft. Im Rahmen der Taufe traten der Sänger Ricky Martin und der Tenor Andrea Bocelli auf. Als weiterer Stargast war Dan Marino, ehemaliger American-Football-Star der Miami Dolphins, anwesend. Mario Lopez war der Moderator der Taufveranstaltung.
Der Bau dieses Prototyps kostete, wie auch der Bau der MSC Seaview, circa 700 Millionen Euro.
Bei der Ablieferung der MSC Seaside wurde durch die Reederei und die Werft bekanntgegeben, dass zwei weitere Schiffe der Seaside-Klasse bestellt wurden. Bei diesen handelt es sich um eine Weiterentwicklung der Seaside-Klasse, weshalb diese auch als Seaside-Evo-Klasse bezeichnet wird. Das erste Schiff, die MSC Seashore, wurde im Juli 2021 abgeliefert, das zweite Schiff, die MSC Seascape, folgte 2022.

## Ausstattung

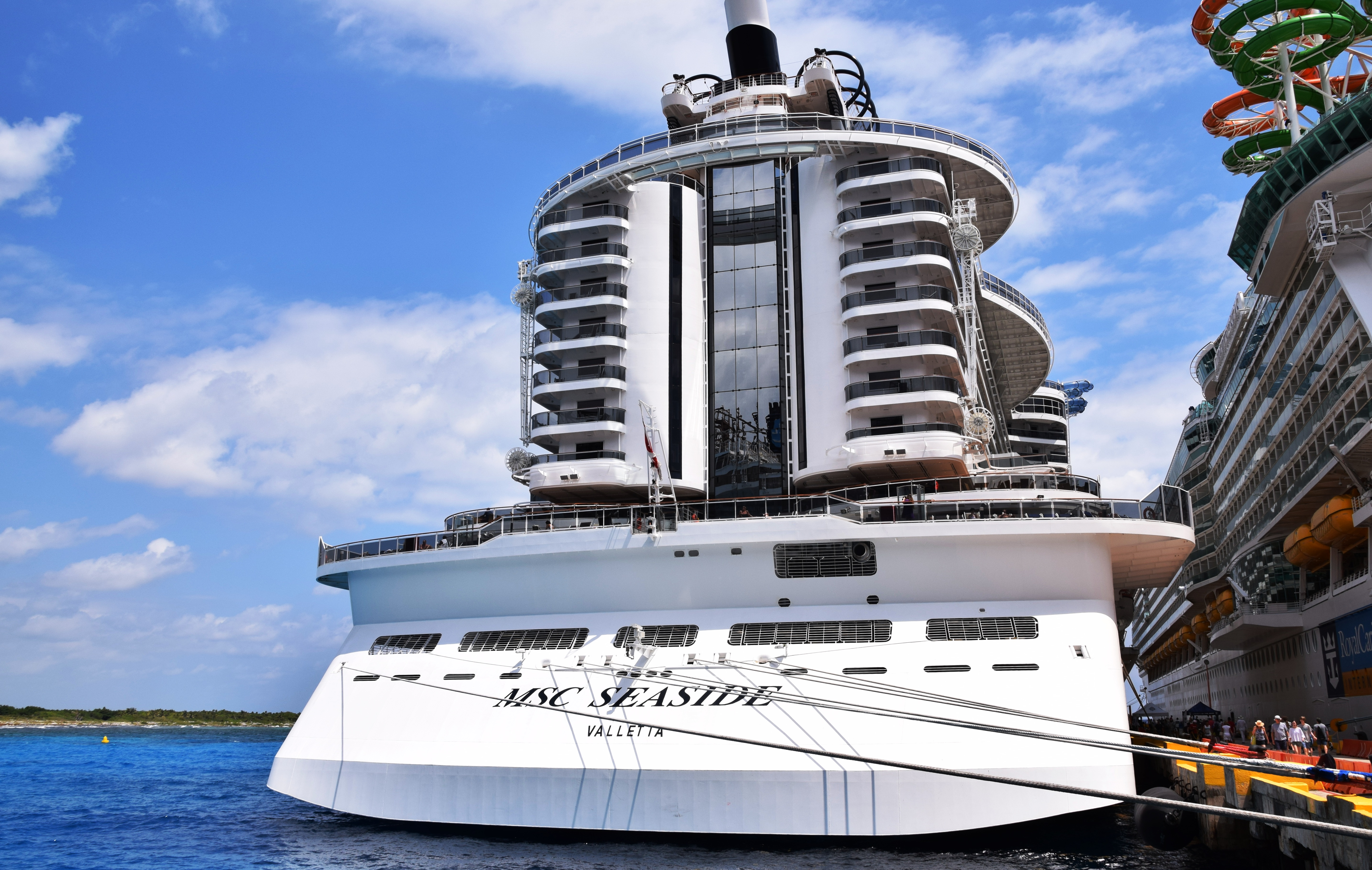
Das Heck der MSC Seaside

Die MSC Seaside verfügt über ein vielfältiges Unterhaltungsangebot. Es wurde für warme Fahrtgebiete entwickelt und besitzt über 13.000 Quadratmeter an Außenbereichen.
Das Schiff ist etwa 70 Meter hoch.

### Pools
An Außenpools gibt es an Bord neben dem Miami Beach Pool auf Deck 16 den South Beach Pool am Heck des Schiffes auf Deck 7 und den exklusiven Pool des MSC Yacht Club auf Deck 19.
Der Jungle Pool ist ein überdachbarer Pool auf Deck 18.

### Waterfront Boardwalk

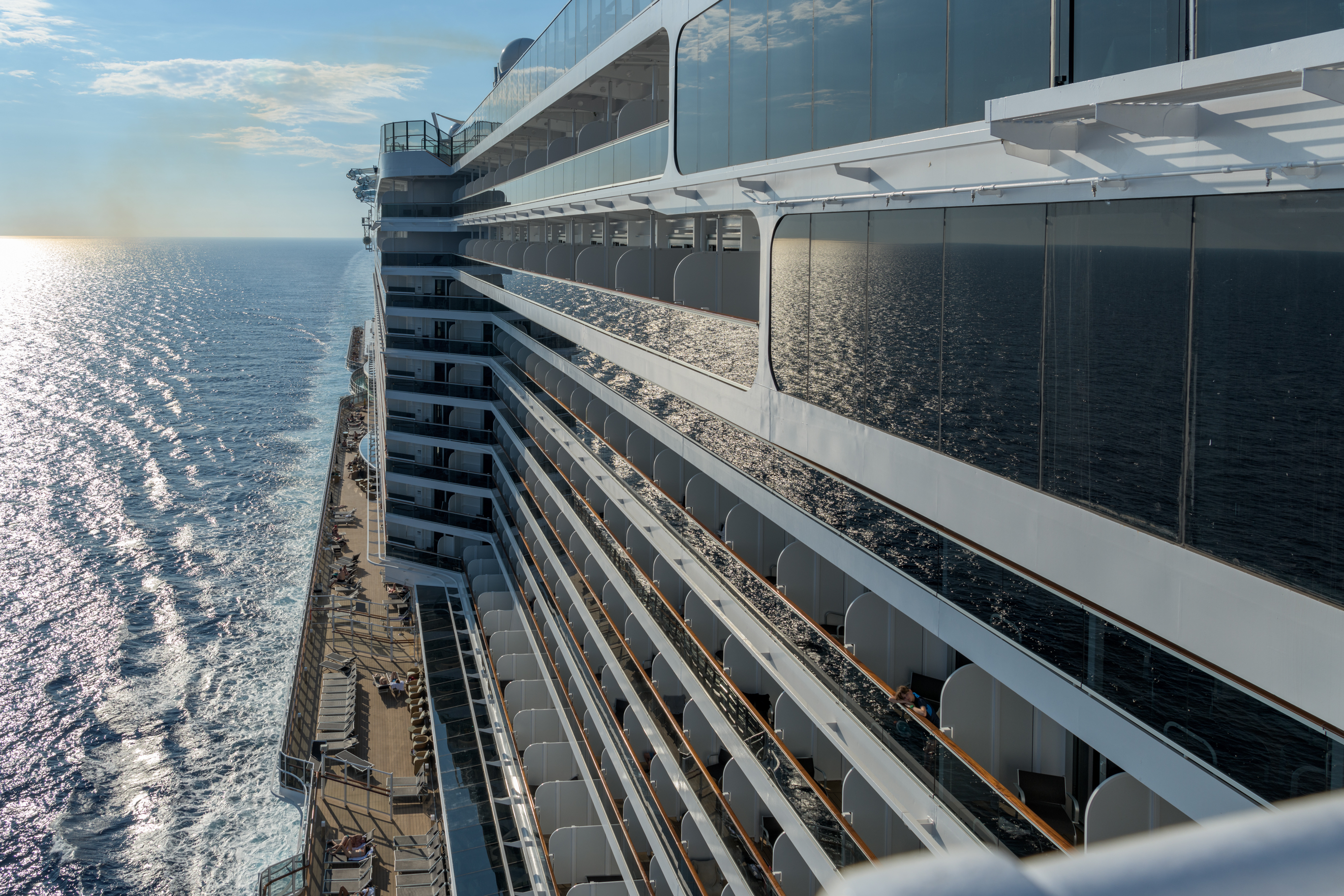
Balkonfront auf der Steuerbordseiten mit dem Waterfront Boardwalk im unteren Bildbereich

Der Waterfront Boardwalk ist die 360°-Promenade auf Deck 7 und 8. An dieser Promenade sind verschiedene Bars und Restaurants zu finden. Ebenso beinhaltet dieser Bereich einen Pool und die beiden Backbord und Steuerbord gelegenen Infinity Bridges, zwei Glasbrücken über dem Meer. Die Rettungsboote der MSC Seaside wurden für diese Promenade extra unterhalb dieser Promenade untergebracht.

### Forest Aquaventure Park

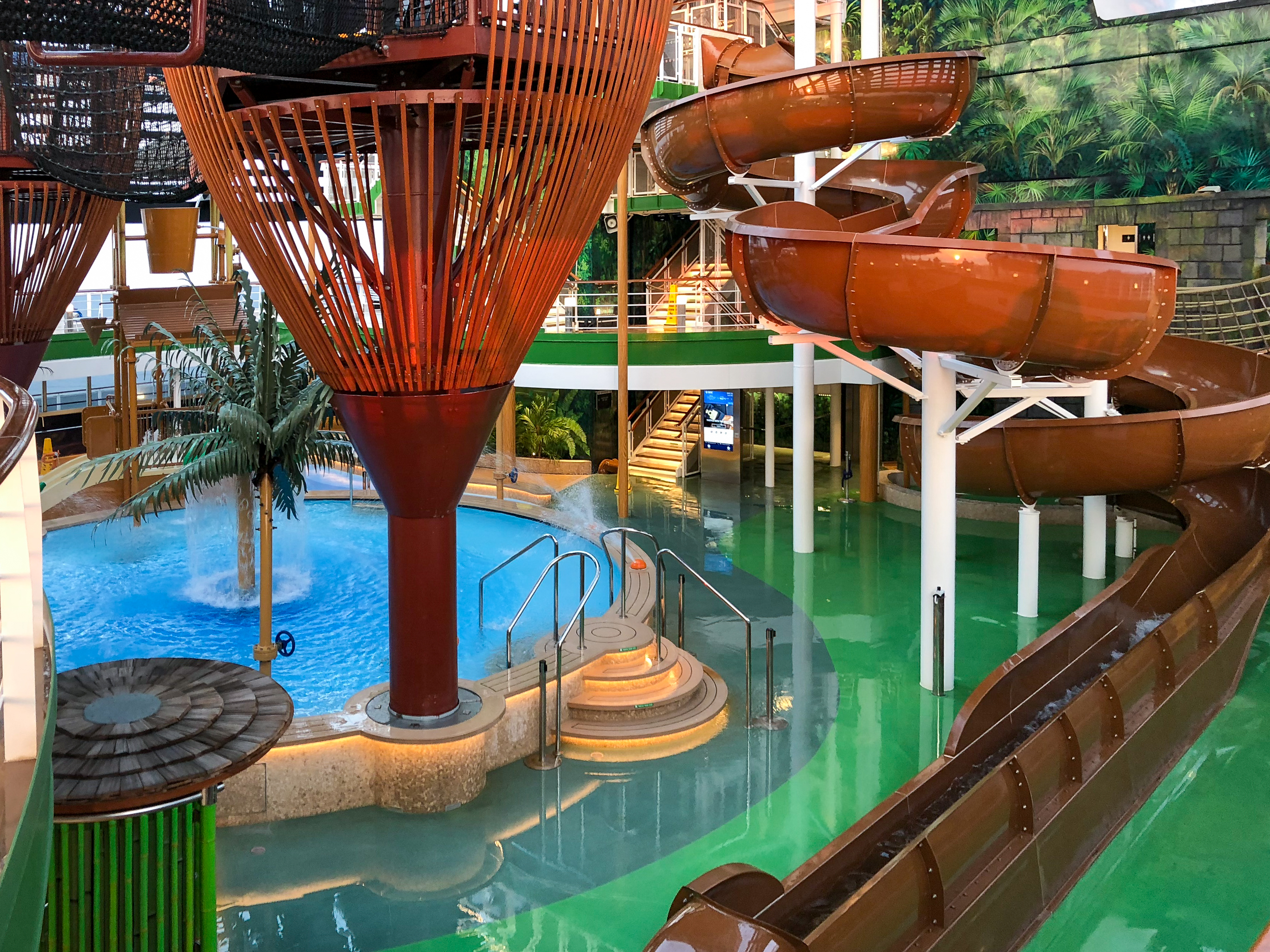
Der Wasserpark

Bei dem Forest Aquaventure Park handelt es sich um einen Aqua Park mit vier Wasserrutschen und einem Mix aus Abenteuerspielplatz und Kinderpools. Zu finden ist dieser Bereich auf Deck 18 direkt am Schornstein.
Hier befindet sich auch eine 120 Meter lange Seilrutsche, die am Heck des Schiffes endet. Sie gilt als längste Seilrutsche auf See.

### Entertainment
Das Schiff verfügt über ein Theater mit 934 Plätzen, dem Metropolitan Theatre. In diesem sollen täglich vier Vorstellungen stattfinden. Darüber hinaus verfügt das Schiff über zwei Bowlingbahnen in Originalgröße, einen Baby-Club, einen Mini- und Juniors-Club und einen Teens-Club. Ebenfalls befindet sich an Bord mit dem Miami Casino ein Casino.

### Sonstiges
An Bord des Schiffes befinden sich neun verschiedene Restaurants, darunter zwei Hauptrestaurants, zwei Buffetrestaurants und verschiedene Spezialitätenrestaurants, sowie 20 Bars und Lounges.
Am Heck des Schiffes befinden sich Panoramaaufzüge und eine 30 Meter lange Glasbrücke, die Bridge of Sighs.

## Konzept und Einsatz
Die MSC Seaside war zu Beginn in Miami stationiert und steuerte Ziele in der Karibik an. Im Rahmen der Expansion von MSC Crociere in Nordamerika und der Stationierung von mehreren Schiffen in der Karibik wurde eine Privatinsel hergerichtet, das Ocean Cay MSC Marine Reserve. Diese wurde in 2018 eröffnet und von der MSC Seaside wöchentlich angelaufen. In der Folge wurde die Seaside auch in anderen Fahrgebieten eingesetzt. So war sie in der Sommersaison 2024 im Westlichen Mittelmeer unterwegs, im Winter 2024/2025 kehrte das Schiff wieder nach Miami zurück für ihre Karibikroute. Dieser Wechsel ist auch für die Folgejahre seitens MSC geplant.  